# Rufspannung
Als Rufspannung (auch als Rufstrom, Ruf bezeichnet) wird in der Fernmeldetechnik die elektrische Spannung bezeichnet, die bei analogen Telefonanschlüssen und analogen Nebenstellen von Telefonanlagen zur Anrufsignalisierung eines ankommenden Anrufs beim gerufenen Teilnehmer dient.
Im öffentlichen Telefonnetz in Deutschland ist die Rufspannung eine Wechselspannung in Höhe von 60 V mit einer Frequenz von 25 Hz. Sie wird vom Ruftongenerator erzeugt. Ruftongeneratoren sind heute elektronische Wechselrichter; für deren Steuerung stehen spezielle integrierte Schaltungen zur Verfügung (zum Beispiel der Schaltkreis UCC2750), die die länderspezifischen Ruftonfrequenzen aus einer Gleichspannung von meist 48 V erzeugen.
Die Rufspannung wird in der Vermittlungseinrichtung (Vermittlungsstelle, Telefonanlage) erzeugt, früher durch die Ruf- und Signalmaschine. Bei Telefonapparaten in Ortsbatterietechnik (umgangssprachliche Bezeichnung Kurbeltelefon) dient der Kurbelinduktor zur Rufspannungserzeugung.
In der Paketübermittelnden IP-Telefonie wird über das SIP-Protokoll der Rufton mittels des SIP Befehls „183 Session Progress“ simuliert (Early Media). Das sendende Endgerät muss hierbei dem Anrufer den Ruf signalisieren.